# Woman from Tokyo
Woman from Tokyo (engl. für: ‚Frau aus Tokyo‘) ist ein Rocksong der britischen Band Deep Purple und wurde im Februar 1973 als Eröffnungsstück des Studioalbums Who Do We Think We Are! sowie als Single veröffentlicht. Das Lied mit dem eingängigen Riff von Ritchie Blackmore gilt als einer der großen Hits der Gruppe, der noch heutzutage live aufgeführt wird, andererseits aber auch als „vergessener“ und einer der am meisten unterbewerteten Songs der Band. Die Zeitschrift Ultimate Classic Rock listete Woman from Tokyo auf Platz 6 der Top 10 Deep Purple Songs.

## Entstehung
Woman from Tokyo wurde gemeinsam mit Painted Horse im Juli 1972 in Rom im Rolling-Stones-Mobil für das neue Album aufgenommen. Der Titel und der Inhalt des Songs bezieht sich laut Sänger Ian Gillan nicht auf eine Frau, sondern auf die Begeisterung und Erwartung der ersten Tournee in Japan (vgl. Made in Japan).

## Erfolg
Der Song wurde von Kritikern als Glanzpunkt des Albums betrachtet. Die Single erreichte durchweg gute Platzierungen, so die Chartposition 6 in den Niederlanden und den 8. Platz in Griechenland.

## Liveaufführungen
Deep Purple spielte den Song 1975 im Rahmen einer Japantournee in einer reinen Instrumentalversion. Diese ist auf dem Live-Album Last Concert in Japan zu hören (Dabei wurde die Melodie im Rahmen einer Improvisationseinlage von Jon Lord nach Soldier of Fortune gespielt und fälschlicherweise als eigener Titel auf der LP angegeben). Der Song ist seit 1985, nach der Reunion der klassischen Mark-II Besetzung, mit kurzen Unterbrechungen ein fixer Bestandteil des Livesets. Er wurde hierbei oftmals auch in der gekürzten Form einer Zugabe gespielt.

### Livealben
- Last Concert in Japan (1975)
- Nobody’s Perfect (1987–88)
- Come Hell or High Water (1993)
- Live in Europe 1993 (1993)
- Live at Montreux 1996 (1996)
- Live at the Olympia '96 (1996)
- Total Abandon: Australia '99 (1999)
- The Soundboard Series (2001)
- Live at Montreux 2011 (2011)
- Live in Verona (2011)

## Coverversionen
Eine erste bekannte Coverversion stammt aus dem Jahr 1978, mit Ritchie Blackmore als Gastmusiker, der den Song im Londoner Marquee Club mit Ian Gillan und der Band Gillan live aufführte. Weitere Coverversionen stammen von Rainbow und der Ian Gillan Band. 2005 spielte die Hardcore-Punk-Band Murphy’s Law den Song für ihr Album Covered ein.

## Guitar Hero
Woman from Tokyo ist Teil der Serie von Guitar Hero 5.